# محله مدنی

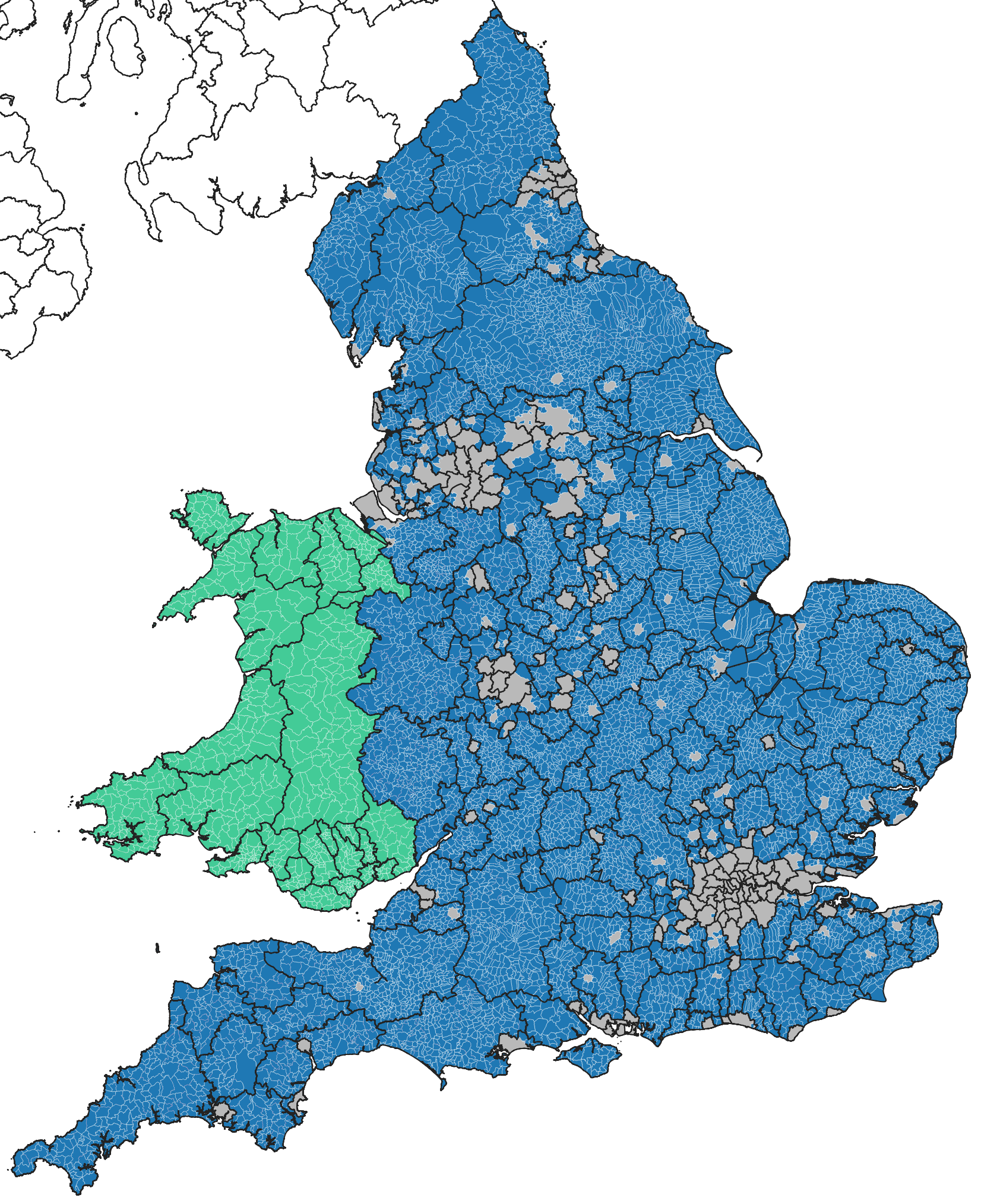
نقشه محله‌های انگلستان و جوامع ولز

در انگلستان یک محله مدنی (به انگلیسی: Civil parish) یک منطقه داخلی است که پایین‌ترین لایه از دولت‌های محلی در زیر مناطق و استان‌ها بوده و دارای قدرت واحد و یکپارچه است. محله مدنی یک تقسیمات اداری به‌ازای تقسیمات کلیسا می‌باشد.
مدنی محله می‌تواند در اندازه بزرگ شهرک با جمعیت حدود ۸۰٬۰۰۰ تا یک روستا با کمتر از صد نفر برسد. در موارد محدودی یک محله ممکن است شامل کل شهرستان باشد که در این موارد وضعیت شهرستان توسط پادشاهی بریتانیا صادر می‌شود. حدود ۳۵ درصد از جمعیت انگلستان در محله مدنی زندگی می‌کنند. در ۳۱ دسامبر سال ۲۰۱۵ میلادی در انگلستان ۱۰۴۴۹ محله مدنی وجود داشته‌ است.
در ۱ مارس ۲۰۱۴، پارک ملکه اولین محله مدنی در لندن شد. قبل از سال ۲۰۰۸ ایجاد محله در لندن مجاز شناخته نمی‌شد.

## نگارخانه

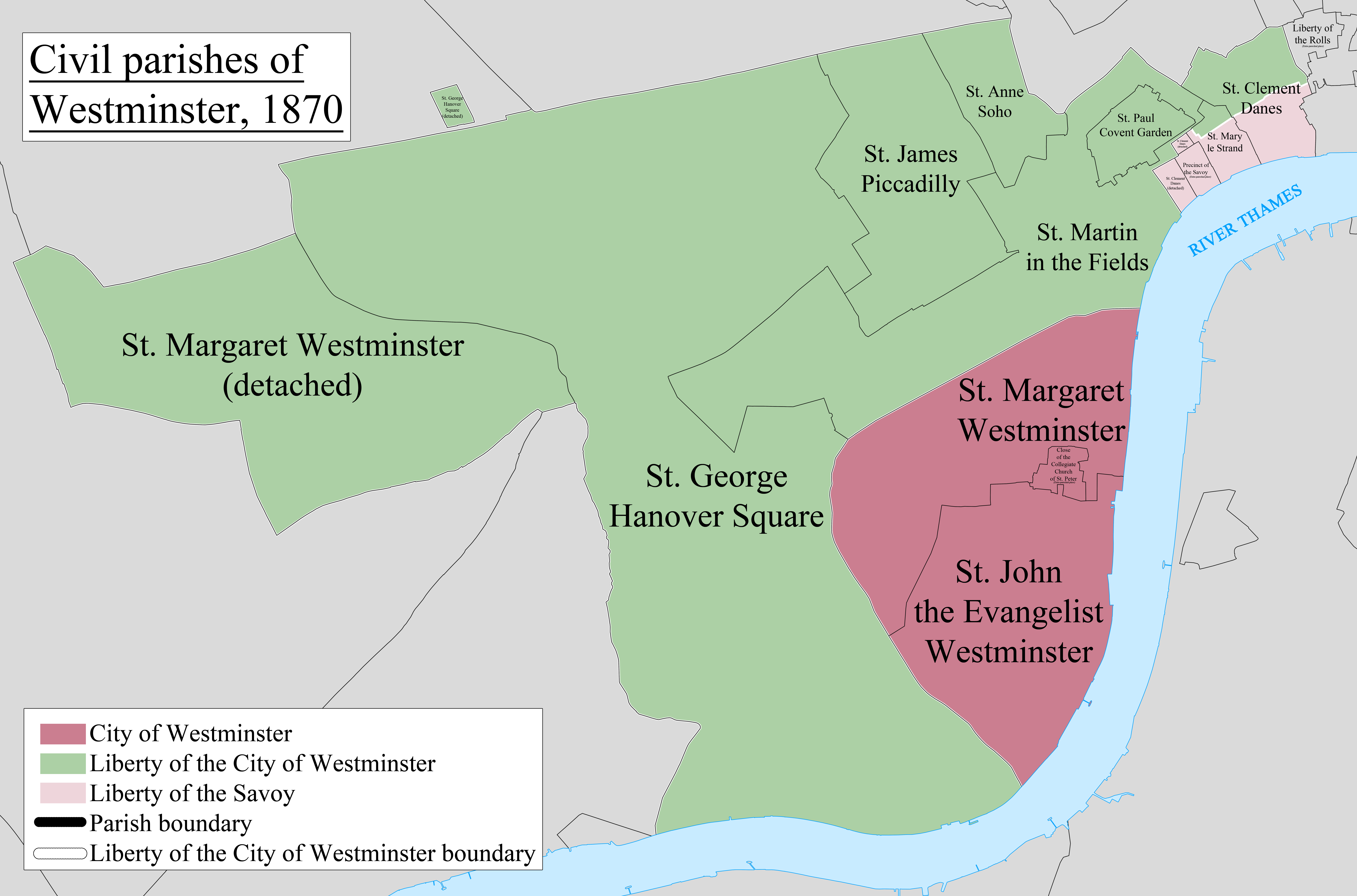